# 石頭宗
石頭宗，又稱石頭禪，與洪州宗並列為唐代禪宗兩大派系之一，由六祖惠能門下青原行思、石頭希遷一系分出，下開雲門、法眼、曹洞三宗。
其主要建立者，為石頭希遷。因希遷禪師，曾在南嶽一塊巨石上結廬而居，稱「石頭和尚」，他這一系禪法，也因此被稱為石頭宗。
石頭希遷禪師因為閱讀《肇論‧涅槃無名論》：「會萬物以成己者，其惟聖人乎！」深有所感，作《參同契》，建立了本派的基本思想。在思想上，它與牛頭宗相近。
青原行思的弟子石頭希遷在湖南弘法，大闡宗風。石頭希遷從「本體無相，即休即用」進行發揮，提倡隨順自然的修行方法，以「心體靈昭，湛然圓滿，一源含萬派，萬象現心中」為法門大要。
石頭希遷門下有藥山惟儼與天皇道悟，惟儼再傳弟子洞山良价與三傳弟子曹山本寂創曹洞宗。道悟三傳至雪峰義存，義存門下雲門文偃創立雲門宗。義存另一弟子玄沙師備傳羅漢桂琛，桂琛傳清涼文益，文益弟子廣布，創立法眼宗。

## 外部連結
- 方立天《石頭宗心性論思想述評》 （页面存档备份，存于）